# Thaïs Henríquez
Thaïs Henríquez Torres (* 29. Oktober 1982 in Las Palmas de Gran Canaria) ist eine ehemalige spanische Synchronschwimmerin.

## Erfolge
Thaïs Henríquez gewann 2005 bei den Weltmeisterschaften 2005 in Montreal ihre ersten internationalen Medaillen, als sie in der Mannschaftskonkurrenz und auch in der Kombination den dritten Platz belegte. Ein Jahr darauf gewann sie bei den Europameisterschaften in Budapest in der Kombination die Silbermedaille. 2007 folgte in Melbourne bei den Weltmeisterschaften im freien Programm des Mannschaftswettbewerbs der Gewinn einer weiteren Silbermedaille. Sehr erfolgreich verliefen die Europameisterschaften 2008 in Eindhoven für Henríquez: sowohl in der Kombination als auch im Mannschaftswettbewerb sicherte sie sich den Titelgewinn. Bei den Olympischen Spielen 2008 in Peking trat sie im Mannschaftswettbewerb an. Im technischen und im freien Programm des Wettkampfs erzielten die Spanierinnen das zweitbeste Resultat hinter den späteren Olympiasiegerinnen aus Russland. Vor der drittplatzierten chinesischen Mannschaft gewann Henríquez somit gemeinsam mit Andrea Fuentes, Raquel Corral, Alba María Cabello, Laura López, Gemma Mengual, Irina Rodríguez und Paola Tirados die Silbermedaille.
Bei den Weltmeisterschaften 2009 in Rom gewann Henríquez die Goldmedaille in der Kombination und jeweils Silber im technischen und im freien Programm des Mannschaftswettbewerbs. Ein Jahr darauf sicherte sie sich bei den Europameisterschaften in Budapest mit der Mannschaft und in der Kombination jeweils die Silbermedaille. Zwei Medaillengewinne folgten im Rahmen der Weltmeisterschaften 2011 in Shanghai. In den technischen und freien Programmen mit der Mannschaft belegte sie jeweils den dritten Platz. Bei den Europameisterschaften 2012 in Eindhoven wurde Henríquez wie schon 2008 mit der Mannschaft und in der Kombination Europameisterin. Im selben Jahr erfolgte in London Henríquez’ zweite Olympiateilnahme, bei der sie erneut in der Mannschaftskonkurrenz startete. Dort erzielte sie zusammen mit Clara Basiana, Andrea Fuentes, Ona Carbonell, Margalida Crespí, Alba María Cabello, Paula Klamburg, Irene Montrucchio und Laia Pons sowohl in der technischen Übung als auch in der Kür jeweils das drittbeste Resultat, womit die Spanierinnen auch die Gesamtwertung mit 193,120 Punkten als Dritte abschlossen und hinter den Olympiasiegerinnen aus Russland sowie der chinesischen Equipe die Bronzemedaillen gewannen. Die Weltmeisterschaften 2013 in Barcelona schloss Henríquez in der Kombination und im technischen und im freien Programm des Mannschaftswettbewerbs jeweils auf dem zweiten Platz ab. Bei den Europameisterschaften 2014 in Berlin, Henríquez’ letzter internationaler Wettkampf, belegte sie mit der Mannschaft in der Kombination ebenfalls Rang zwei.